# 賽義德·埃斯梅里
賽義德·埃斯梅里 (波斯語：‎，2003年7月15日—）是伊朗男子希羅式角力運動員。他代表伊朗參加2024年夏季奧林匹克運動會男子67公斤級希羅式角力比賽，並奪得金牌。